# 显萼杜鹃
显萼杜鹃（学名：Rhododendron erythrocalyx），为杜鹃花科杜鹃花属下的一个植物种。